# Селшчек
Селшчек (словен. Selšček) је насељено место у општини Церкница, Приморско-нотрањска регија, Словенија.

## Историја
До територијалне реорганизације у Словенији био је у саставу старе општине Церкница.

## Становништво
У попису становништва из 2011. године, Селшчек је имао 124 становника.
| Број становника према пописима | Број становника према пописима | Број становника према пописима |
| ------------------------------ | ------------------------------ | ------------------------------ |
| 1991                           | 2002                           | 2011                           |
| 122                            | 137                            | 124                            |